# Buchbach (Naturschutzgebiet)
Das Gebiet Buchbach ist ein mit Verordnung vom 20. März 1993 durch das Regierungspräsidium Tübingen ausgewiesenes Naturschutzgebiet (NSG-Nummer 4.219) im Gebiet der Stadt Tettnang und der Gemeinde Neukirch im baden-württembergischen Bodenseekreis in Deutschland.

## Lage
Das rund sieben Hektar große Naturschutzgebiet Buchbach gehört naturräumlich zum Westallgäuer Hügelland. Es liegt südöstlich von Tettnang und südwestlich von Neukirch, zwischen den Neukircher Ortsteilen Elmenau im Norden, Wildpoltsweiler und Bernaumühle im Osten, sowie den zu Tettnang gehörenden Ortsteilen Rappertsweiler im Süden und Wiesertsweiler im Westen, auf einer Höhe von 490 m ü. NN. Direkt an das NSG Buchbach anschließend liegt südlich das Landschaftsschutzgebiet „Endmoränenwall und Flachmoor nördlich Rappertsweiler“; dieses umschließt das Naturschutzgebiet „Loderhof-Weiher“.

## Schutzzweck
Wesentlicher Schutzzweck ist die Erhaltung eines reich strukturierten Ökosystems. Dieses besteht aus dem naturnahen Kreuzweiherbach mit seinen vielgestaltigen Uferzonen und der daran angepassten und zum Teil besonders geschützten Flora und Fauna, Pfeifengras- und Feuchtwiesen, Tümpel, Grünlandflächen und einem Hangquellmoor mit einer besonders gefährdeten Flora aus Kalkkleinseggenrieden.

## Flora und Fauna
Aus der schützenswerten Fauna sind zahlreiche Tag-, Nachtfalter und Widderchen zu nennen.